# Atli Sveinn Þórarinsson
Atli Sveinn Þórarinsson (ur. 24 stycznia 1980 w Akureyri) – islandzki piłkarz. Ma na koncie również występy w Valur Reykjavík i szwedzkim klubie Örgryte IS. W reprezentacji Islandii zadebiutował w 2002. Do tej pory rozegrał w niej dziewięć meczów (stan na 21 czerwca 2013).